# Abbazia di San Salvatore in Agna

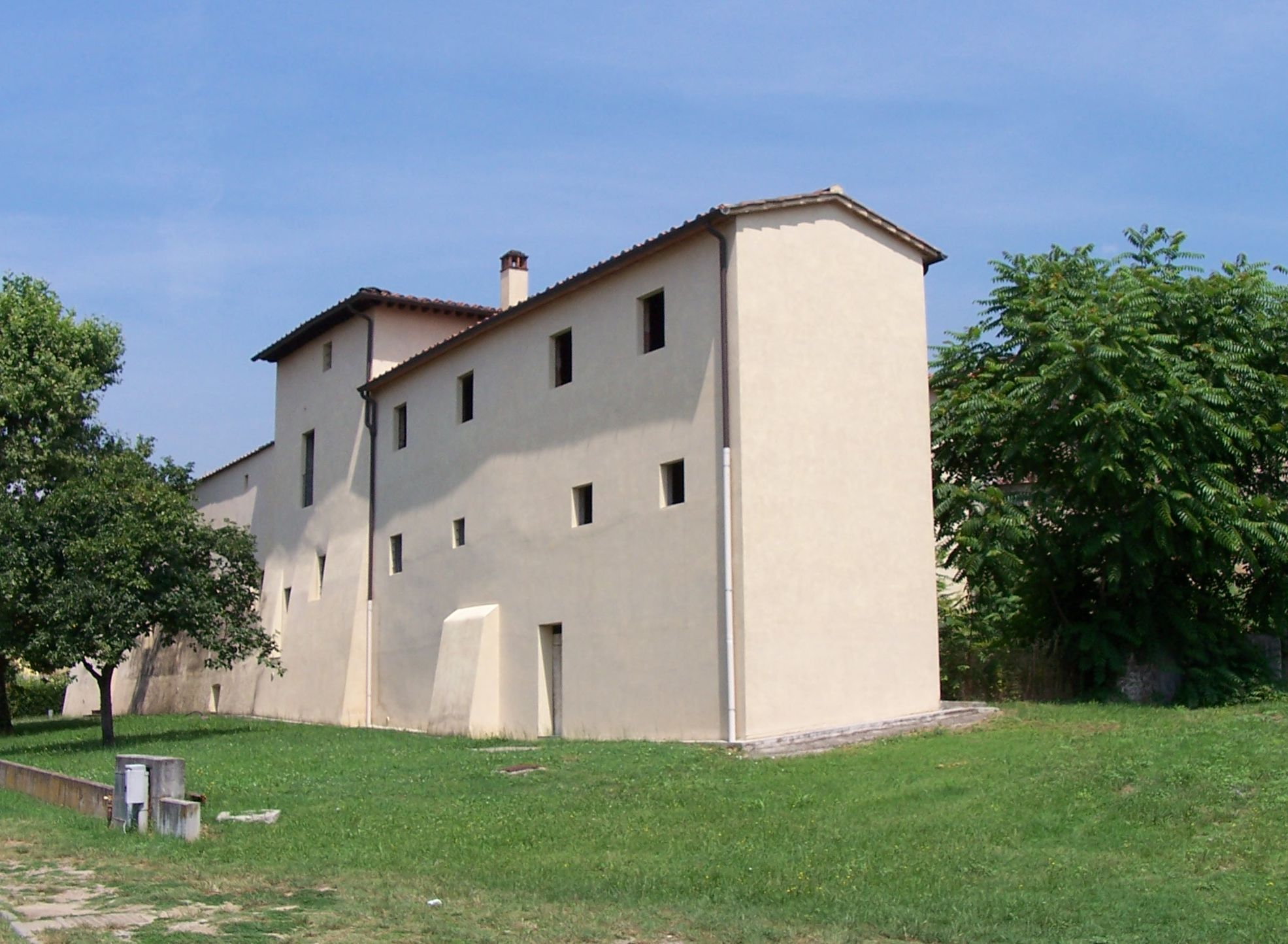
il monastero, facciata sud

L'abbazia di San Salvatore in Agna si trova in via Antonio Gramsci nel comune di Montale, in provincia di Pistoia. Il nome deriva dalla posizione del monastero che si trova allo sbocco in pianura della valle del torrente appenninico Agna che passa nei suoi pressi.
Il monastero è già documentato nel 772, come monastero regio, e come altre simili istituzioni, era un importante centro economico, ricco di terreni, case, rendite, ed altre pertinenze. In epoca carolingia fu patrimonio personale delle mogli e figlie dei sovrani (era un convento femminile di monache benedettine), tanto da essere indicato come "monastero della regina". Era all'epoca conosciuto anche come San Salvatore "in Alina" probabilmente dal nome del centro abitato oggi chiamato Agliana che doveva avere una certa preminenza nell'alto medioevo.
Il complesso monastico sorse presso un itinerario che attraversava l'Appennino, alternativo a quelli che facevano capo a Pistoia, in direzione dell'antica ed importante Badia a Taona ed in stretto collegamento col percorso pedemontano derivante dall'antica Cassia e di conseguenza, esercitò, probabilmente fin dalle origini la funzione di hospitium.
Fu dipendente dall'abbazia di San Salvatore di Brescia.
Dal X secolo, almeno per un certo periodo, non fu più demanio regio e passò in possesso dei potenti conti Guidi, che avevano ampi possessi in tutta la valle dell'Agna.
Nel X secolo fu assegnato al vescovo di Fiesole pur rimanendo sempre legato alla diocesi di Pistoia; nel secolo successivo fu unito al monastero fiesolano di San Bartolomeo e nel 1440 passò ai canonici regolari Lateranensi.
La chiesa, inserita in un più vasto complesso edilizio, residuo dell'antico monastero, ha una sola navata, a croce latina, con tre absidi la cui superficie esterna è percorsa da arcatelle di influsso lombardo.
Di particolare interesse è la cripta absidata, divisa da basse colonne in parte di spoglio, come di spoglio sono diversi capitelli decorati a motivi vegetali, databili tra il X e XI secolo.
L'edificio attuale ha subito un radicale restauro intorno al 1920 finalizzato ad evidenziare i caratteri romanici.